# Poisson-clown d'Oman
Amphiprion omanensis
Espèce
Statut de conservation UICN

 LC  : Préoccupation mineure
Le Poisson-clown d'Oman (Amphiprion omanensis) est une espèce de poissons perciformes de la famille des Pomacentridae.

## Répartition
Amphiprion omanensis n'est connue que sur les côtes d'Oman en mer d'Arabie.

## Description
La taille maximale connue pour Amphiprion omanensis est de 140 mm.

## Étymologie
Son nom spécifique, composé de oman et du suffixe latin -ensis, « qui vit dans, qui habite », lui a été donné en référence au lieu de sa découverte. 

## Publication originale
- Allen & Mee in Gerald R. Allen, Damselfishes of the World (œuvre littéraire), 1991.